# Diego Pérez de Valdivia
Diego Pérez de Valdivia (Baeza, ¿1525? - Barcelona, 28 de febrero de 1589) fue un sacerdote y teólogo del Humanismo español, discípulo de San Juan de Ávila y catedrático de las universidades de Baeza y de Barcelona.

## Vida

### Inicios
Hijo de Juan Pérez y Catalina de Valdivia, desde muy joven ya mostró gran devoción y voluntad de seguir la vida religiosa. Quiso ser capuchino, pero no pudo ingresar en la orden. No obstante, continúa su senda espiritual bajo la dirección de san Juan de Àvila, ordenándose sacerdote y dedicándose a la predicación popular. En 1548 san Juan de Ávila lo envía a estudiar a la Universidad de Salamanca, donde se doctora en Artes y Teología.

### En Andalucía
Fue profesor en las universidades de Granada (durante tres años) y de Baeza (entre 1549 y 1577) —donde obtuvo la cátedra de Sagradas Escrituras— y arcediano de Jaén (entre 1569 y 1574). Allí, su vida rigurosa y el éxito de su predicación despertaron envidias y, como el mismo san Juan de Ávila, fue calumniado y acusado ante el Santo Oficio de difundir doctrinas sospechosas de herejía. Se le prohibió predicar y fue encarcelado en Córdoba hasta que se demostró su inocencia. De nuevo en Baeza declinó el ofrecimiento del arcedianato, así como el nombramiento episcopal ofrecido por Felipe II y decidió poner en práctica su deseo de viajar a Roma para obtener la bendición del papa e ir a predicar a tierras de infieles.

### En Valencia y Cataluña
Al llegar a Valencia una larga tempestad le impidió embarcar rumbo a Italia, por lo que siguió camino hasta Barcelona. No obstante, nuevas tempestades (en tres días diferentes) volvieron a impedirle que se embarcara allí, de modo que interpretó el hecho como un signo de la voluntad divina para que permaneciera en la península. Predicó en Valencia, donde conoció a Juan de Ribera, Lluís Bertran y Nicolau Factor. Más tarde (1578) fijó su residencia en Barcelona, donde permaneció hasta su muerte.
A instancias del canónico Joan Vila (más tarde obispo de Vich) el Consejo de Ciento nombró a Pérez profesor de Sagrada Escritura de la Universidad de Barcelona, cargo que desempeñó hasta su muerte. Vivía con doce compañeros retirado en la Torre Pallaresa (Santa Coloma de Gramanet), pequeña comunidad que mantenía con el sueldo de la cátedra y el dinero que obtenía de la venta de sus libros y opúsculos, además de las limosnas que recibía sobre todo a causa de sus muy populares sermones (merced a los cuales, especialmente los de Cuaresma, se hizo famoso) que destacaban tanto por la categoría oratoria de su autor como por su contenido teológico y su forma literaria: fue denominado Apóstol de Cataluña. Especialmente predicó para eliminar (sin éxito) los bailes, las comedias y el carnaval y sus máscaras, que consideraba inmorales y altamente perjudiciales.
Reformó la comunidad que servía en el Hospital de la Santa Cruz, substituyendo a los enfermeros laicos y franceses por catalanes que formaron una comunidad religiosa. En 1581 fundó un asilo de pobres que poco después se convirtió en la Casa de Misericordia de Barcelona —poniéndola bajo la protección del municipio— para asistir a los necesitados y educarlos, y que comenzó a funcionar en 1584. En la misma línea de asistencia social, reconstruyó la capilla de la prisión barcelonesa y creó una Pía Congregación de Caballeros que proveía el sostenimiento para los presos.
Entre las personas que lo eligieron como guía espiritual estuvo la venerable Ángela Serafina Prat, a quien aconsejó la fundación de las clarisas capuchinas. 
Murió con fama de santidad el 28 de febrero de 1589. Su funeral fue una manifestación popular a la que asistieron el obispo, el virrey y las personalidades de la ciudad; fue sepultado en el convento de capuchinos de Montcalvari.

## Obra
Su obra (inspirada en Santo Tomás de Aquino) tiene un interés excepcional dentro de los movimientos espirituales del siglo XVI. Algunos títulos son:
- Camino y puerta para la oración: en el qual se declara y facilita la oración mental (Barcelona: Jeroni Genovès, 1584) (digitalización)
- Aviso de gente recogida y especialmente dedicada al servicio de Dios: en el qual se dan consejos y remedios contra los peligros y tentaciones que en el camino del cielo se suelen offrescer y se da orden de vida para qualquier estado de persona en todos los tiempos del año (Barcelona: Jeroni Genovès, 1585) (digitalización de la primera edición)
- Libro de la breue relación de la vida y muerte exemplarissima de la princesa de Parma de felice memoria (Barcelona: Hieronymo Genoues, 1587) (digitalización)
- Documentos saludables para las almas piadosas que con espíritu, y sentimiento quieren exercitar las obras, y exercicios que Iesu Christo... y la Santa Iglesia... enseña (Barcelona: Pere Malo, 1588) (digitalización)
- De sacra ratione concionandi (Barcelona, 1588)[4]
- Tratado de la alabança de la castidad (Baeza: Juan Baptista de Montoya, 1597) (digitalización)
- Tratado de la Inmaculada Concepción (en el que empleó los mismos argumentos que llevaron a Pío IX a efectuar en 1854 la definición solemne del dogma; este tratado, en su vertebración teológica y sistemática, es el primero que fue escrito explícitamente en lengua castellana sobre el tema.[3])